# Championnat du Congo de football 2023-2024
Navigation
Saison précédente Saison suivante
La saison 2023-2024 du Championnat du Congo de football est la 59e édition de la première division congolaise, la Ligue 1. Les quatorze équipes sont regroupées au sein d'une poule unique, où chaque équipe affronte tous les adversaires de sa poule deux fois, à domicile et à l'extérieur.

## Déroulement de la saison
L'AS Otohô d'Oyo défend son titre après six championnats gagnés de suite. L'Athlétic Club Léopards de Dolisie met fin à cette série en terminant à la première place en fin de saison. L'AC Leopards remporte ainsi son 5e titre de champion du Congo.
Le premier du classement final se qualifie pour la Ligue des champions de la CAF 2024-2025 tandis que le vainqueur de la Coupe du Congo 2024 obtient un billet pour la Coupe de la confédération 2024-2025.
Par contre cette saison la Coupe du Congo a été arrêtée au stade des quarts de finale, le ministère des Sports soupçonnant des irrégularités lors de la compétition.
De ce fait, c'est le vice-champion qui représentera le Congo à la Coupe de la confédération 2024-2025, et hasard du calendrier les deux clubs concernés, l'AS Otohô et l'Inter Club Brazzaville, se retrouvent lors de la dernière journée le 2 juin 2024. Le match sera interrompu à la suite de troubles dans le stade puis la deuxième mi-temps sera rejouée le 23 juin et verra la victoire d'Otohô ramenant les deux clubs à égalité de points. Grâce aux résultats particuliers (1 victoire pour Otohô et un match nul) l'AS Otohô prend la deuxième place et le billet pour la Coupe de la confédération 2024-2025.

## Les clubs participants
- AC Léopards
- Diables noirs de Brazzaville
- Inter Club
- Étoile du Congo
- CARA Brazzaville
- FC Kondzo
- JS Talangaï
- FC Nathaly's
- AS Cheminots
- AS Jeunesse Unie de Kintélé
- Vita Club Mokanda
- AS Otohô
- Bana Nouvelle Génération
- AS Vegas - promu de D2

## Compétition

### Classement
Le barème utilisé pour établir le classement est le suivant :
- Victoire : 3 points
- Match nul : 1 point
- Défaite, forfait ou abandon : 0 point

| Rang | Équipe                      | Pts | J  | G  | N  | P  | Bp | Bc | Diff |
| ---- | --------------------------- | --- | -- | -- | -- | -- | -- | -- | ---- |
| 1    | AC Léopards                 | 52  | 26 | 15 | 7  | 4  | 33 | 14 | +19  |
| 2    | AS OtohôT                   | 49  | 26 | 14 | 7  | 5  | 36 | 16 | +20  |
| 3    | Inter Club                  | 49  | 26 | 14 | 7  | 5  | 31 | 17 | +14  |
| 4    | JS Talangaï                 | 41  | 26 | 12 | 5  | 9  | 24 | 25 | -1   |
| 5    | Étoile du Congo             | 39  | 26 | 10 | 9  | 7  | 23 | 17 | +6   |
| 6    | Diables Noirs               | 37  | 26 | 9  | 10 | 7  | 33 | 24 | +9   |
| 7    | CARA Brazzaville            | 36  | 26 | 9  | 9  | 8  | 21 | 18 | +3   |
| 8    | AS Cheminots                | 33  | 26 | 8  | 9  | 9  | 22 | 23 | -1   |
| 9    | Vita Club Mokanda           | 33  | 26 | 10 | 3  | 13 | 24 | 26 | -2   |
| 10   | FC Kondzo                   | 31  | 26 | 8  | 7  | 11 | 24 | 26 | -2   |
| 11   | AS Jeunesse Unie de Kintélé | 28  | 26 | 6  | 10 | 10 | 27 | 37 | -10  |
| 12   | Bana Nouvelle Génération    | 27  | 26 | 7  | 6  | 13 | 26 | 37 | -11  |
| 13   | AS Vegas P                  | 22  | 26 | 5  | 7  | 14 | 18 | 37 | -19  |
| 14   | FC Nathaly's                | 17  | 26 | 3  | 8  | 15 | 10 | 35 | -25  |

|  | Qualifié pour la Ligue des champions de la CAF 2024-2025                              |
|  | Qualifié pour la Coupe de la confédération 2024-2025                                  |
|  | Relégation directe en deuxième division                                               |
|  | T : Tenant du titre C : Vainqueur de la Coupe du Congo P : Promu de deuxième division |

## Bilan de la saison
| Championnat du Congo de football 2023-2024 |                        |
| Champion                                   | AC Léopards (5e titre) |
| Coupes et trophées                         |                        |
| Vainqueur de la Coupe du Congo 2023-2024   | annulée                |
| Qualifications continentales               |                        |
| Ligue des champions de la CAF 2024-2025    | AC Léopards            |
| Coupe de la confédération 2024-2025        | AS Otohô               |
| Promotions et relégations                  |                        |
| Promus en Ligue 1                          |                        |
| Relégués en Ligue 2                        | FC Nathaly's           |